# ソイペーパー
ソイペーパー（英語：Soy Paper）とは、大豆から作られた食べられる薄いシートである。海苔の代わりに使用される。別名：大豆シートなどの呼び名がある。株式会社J-オイルミルズ　からは、MAMENORI SANという商品が発売されており、「MAMENORI SAN」「MAMENORI」は同社の登録商標である。
また、台湾では、豆から作り色を付けた炫彩豆皮というものがある。